# Abdul Latif Rozaihan
Abdul Latif Muhammad Al-Rozaihan (ar. عبداللطيف محمد الرزيحان) – kuwejcki judoka. Olimpijczyk z Moskwy 1980, gdzie zajął dziewiętnaste miejsce w wadze półlekkiej.
Uczestnik mistrzostw świata w 1981 roku.

## Letnie Igrzyska Olimpijskie 1984
| Konkurencja | Eliminacje              | Klas. końcowa |
| Konkurencja | Przeciwnik I            | Miejsce       |
| ----------- | ----------------------- | ------------- |
| 65 kg       | Gerardo Padilla (MEX) P | 19.           |